# Pseudofusulina
Pseudofusulina es un género de foraminífero bentónico de la subfamilia Schwagerininae, de la familia Schwagerinidae, de la superfamilia Fusulinoidea, del suborden Fusulinina y del orden Fusulinida. Su especie tipo es Pseudofusulina huecoensis. Su rango cronoestratigráfico abarca desde el Asseliense (Pérmico inferior) hasta el Kunguriense (Pérmico medio).

## Discusión
Clasificaciones más recientes incluyen Pseudofusulina en la superfamilia Schwagerinoidea, y en la subclase Fusulinana de la clase Fusulinata. Algunas clasificaciones han incluido Pseudofusulina en la subfamilia Pseudofusulininae.

## Clasificación
Se han descrito numerosas especies de Pseudofusulina. Entre las especies más interesantes o más conocidas destacan:
- Pseudofusulina anderssoni †
- Pseudofusulina declinata †
- Pseudofusulina ellipsoides †
- Pseudofusulina huecoensis †
- Pseudofusulina karapetovi †
- Pseudofusulina kraffti †
- Pseudofusulina pedissequa †
- Pseudofusulina tschernyschewi †
- Pseudofusulina uralica †
- Pseudofusulina vulgaris †

Un listado completo de las especies descritas en el género Pseudofusulina puede verse en el siguiente anexo.
En Pseudofusulina se han considerado los siguientes subgéneros:
- Pseudofusulina (Daixina), aceptado como género Daixina
- Pseudofusulina (Laxifusulina), también considerado como género Laxifusulina
- Pseudofusulina (Rugosofusulina), aceptado como género Rugosofusulina